# 迦太基 (紐約州)
迦太基（英語：Carthage）是位於美國紐約州傑佛遜縣的村。

## 人口
根據2020年美國人口普查的數據，迦太基的面積為6.71平方千米，當中陸地面積為6.28平方千米，而水域面積為0.42平方千米。當地共有人口3236人，而人口密度為每平方千米482人。